# Infrastruktura transportowa

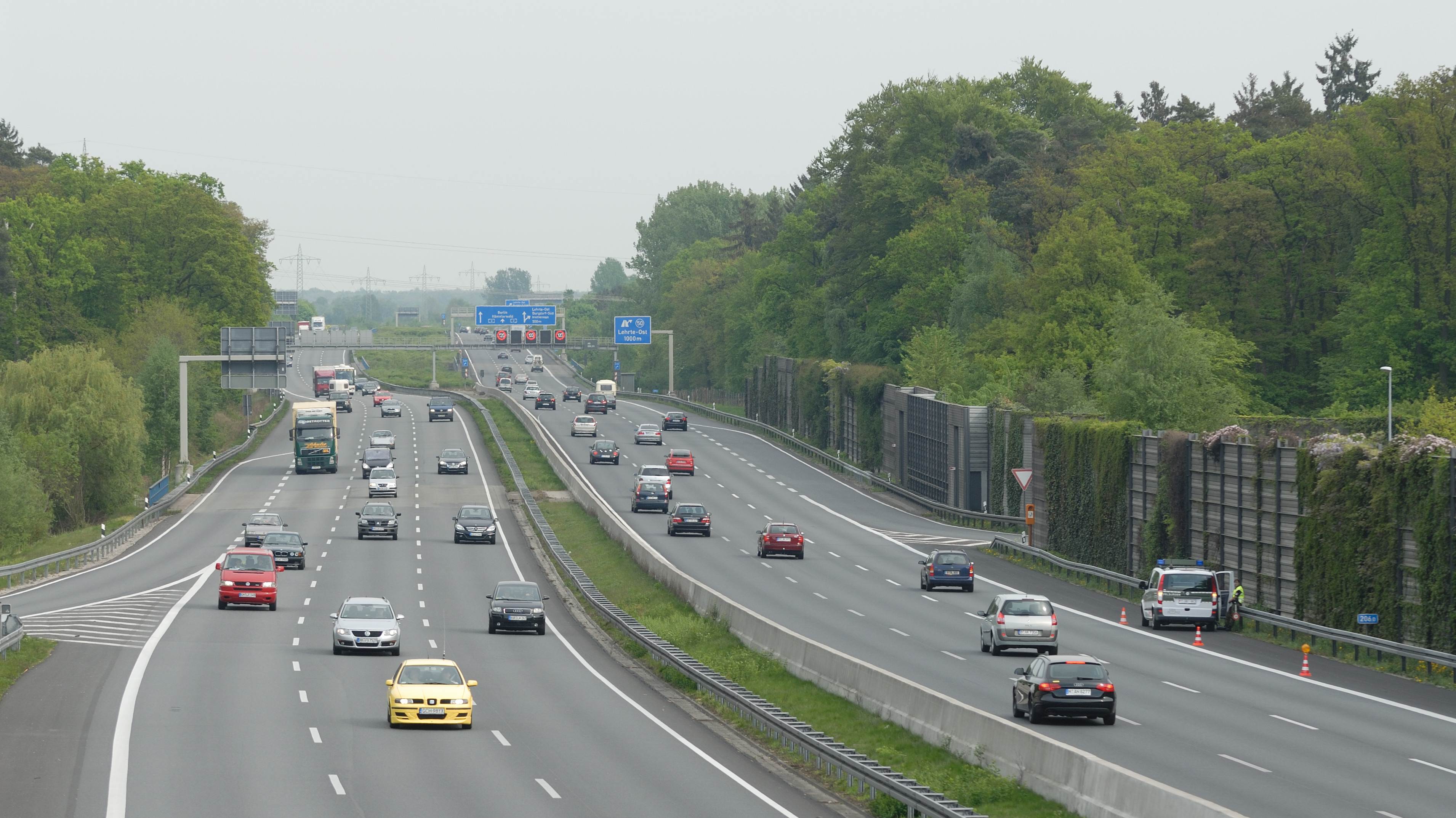
Autostrada A2 w Lehrte

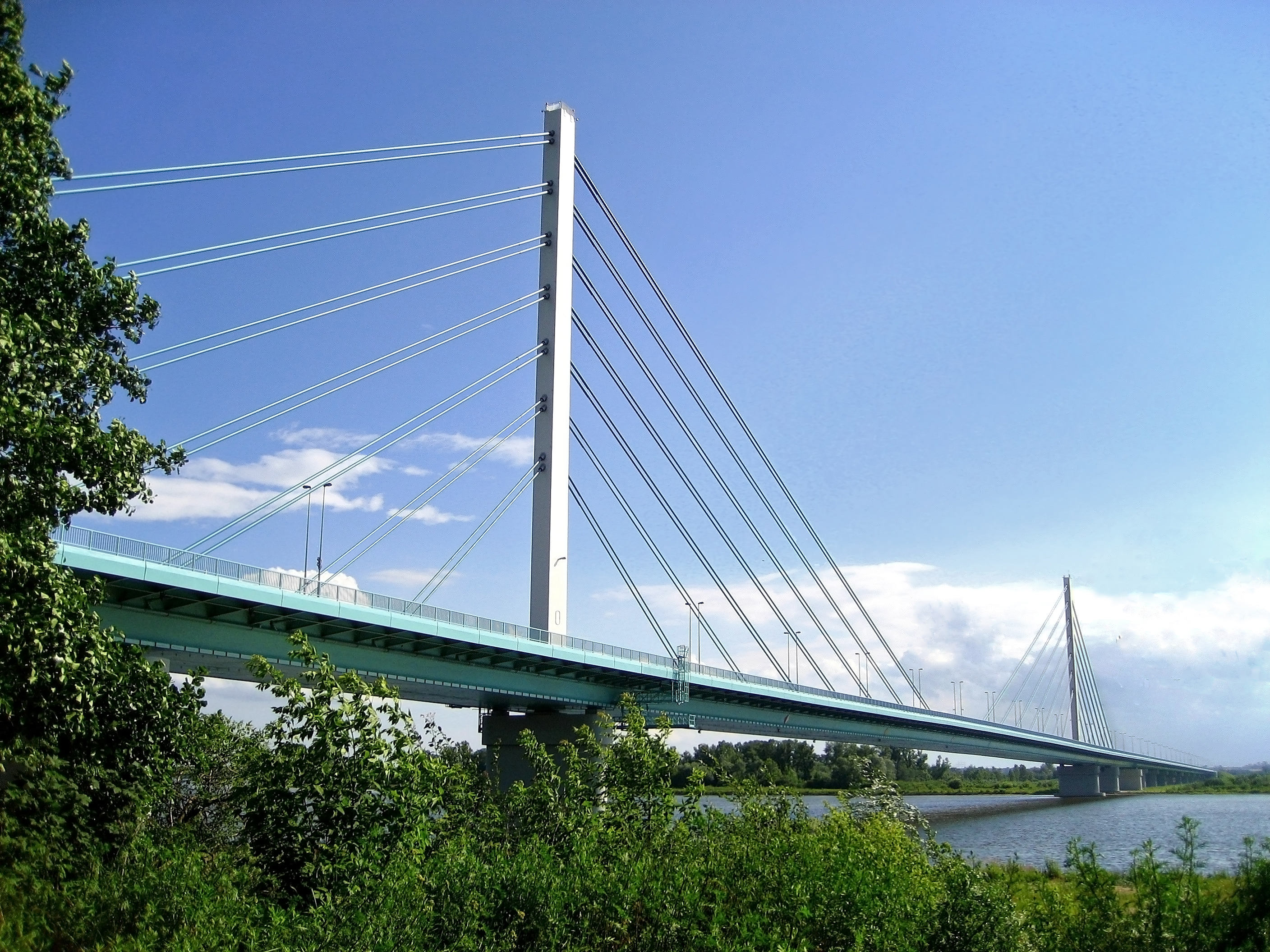
Most podwieszony (wantowy); Most Solidarności w Płocku przez Wisłę – największy i najdłuższy most w Polsce

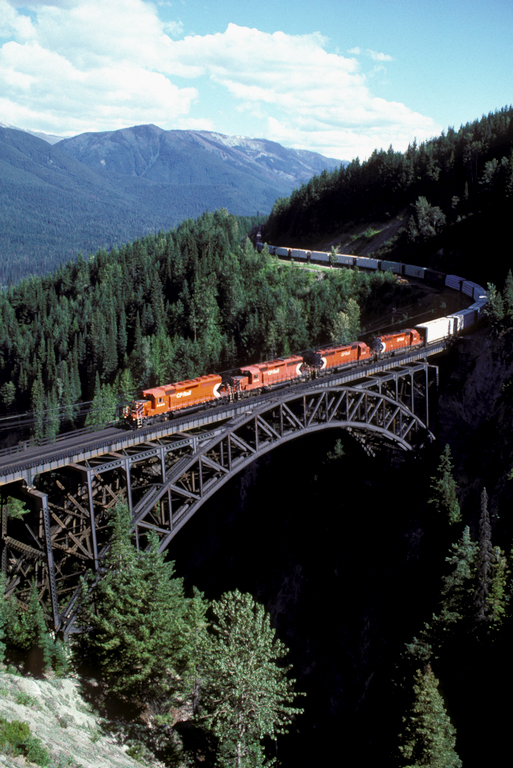
Pociąg towarowy Kolei Transkanadyjskiej na wiadukcie Stoney Creek na południu kanadyjskiej prowincji Kolumbia Brytyjska

Infrastruktura transportowa, infrastruktura transportu – obejmuje sieci drogowe, kolejowe i żeglugi śródlądowej, autostrady morskie, porty żeglugi morskiej i śródlądowej, porty lotnicze oraz inne punkty wzajemnego połączenia między sieciami modalnymi. Są to także podstawowe urządzenia i instytucje wraz z niezbędnym wyposażeniem rzeczowym oraz osobowym, służące do zapewnienia materialnych i społecznych warunków działalności w ramach całej gospodarki narodowej lub jej poszczególnych działów.
Infrastruktura transportu charakteryzuje się zespołem cech, które mają istotny wpływ na politykę transportu. Jako materialna (fizyczna) strona tworzy podstawy funkcjonowania rynku transportowego, współokreśla jego stronę podażową (szczególnie tę o znaczeniu transeuropejskim). Odgrywa bardzo ważną rolę w procesie tworzenia wspólnej polityki transportowej.
Infrastruktura transportu rozpatrywana jest w trzech aspektach: organizacyjnym, technicznym i ekonomicznym.

## Aspekty

### Techniczne
Do technicznych aspektów infrastruktury transportu należą:
- niepodzielność techniczna. Charakteryzuje ją wysoki udział transportu w nakładach na gospodarkę, uzależniony od stopnia rozwoju gospodarczego – min. 10%. Ma to szczególne znaczenie dla krajów słabo rozwiniętych, gdyż w przypadku wysoko rozwiniętych nie jest rozważana wielkość minimalna poszczególnych obiektów, ale ich współzależność.
- długi okres powstawania obiektów infrastrukturalnych. Okres ten zmieniał się w zależności od stopnia rozwoju gospodarczego.
- długi okres żywotności (długowieczność). Długa żywotność, która przekracza często 100 lat. Ta cecha powoduje, że dla harmonijnego rozwoju infrastruktury istotne jest przygotowanie stale aktualizowanych planów. Plany te pomagają w zmniejszeniu ryzyka popełniania błędów, których skutki mogą być odczuwalne przez gospodarkę przez dłuższy okres. Przykładowa żywotność: drogi kołowe 15–30 lat, drogi kolejowe 20–40 lat, mosty stalowe 50–70 lat, zapory 70–100 lat, mosty betonowe 90–110 lat.
- brak możliwości importu.

### Ekonomiczne
Do ekonomicznych aspektów infrastruktury transportu należą:
- wysoka majątkochłonność i kapitałochłonność
- skokowe narastanie kosztów
- korzyści na dużą skalę
- finansowanie ze środków publicznych

### Organizacyjne
Do organizacyjnych aspektów infrastruktury transportu należą:
- planowanie na poziomie centralnym
- koordynacja międzynarodowa

## Funkcje infrastruktury transportu
Infrastruktura ma istotne znaczenie dla rozwoju społeczno-gospodarczego kraju i jego regionów. Przyczyniają się do tego funkcje, które pełni. Są to:
- pierwotność w stosunku do jednostek produkcyjnych,
- służebność w stosunku do innych obszarów życia społecznego i gospodarczego,
- służebność w stosunku do dóbr publicznych (dobra, do których każdy powinien mieć dostęp).

Głównym zadaniem infrastruktury gospodarczej, a tym samym infrastruktury transportu, jest umożliwienie przemieszczania się osób, energii, towarów i informacji. Infrastruktura transportu służy innym działom gospodarki przy tworzeniu wartości dodanej. Opóźniony rozwój takiej infrastruktury ma negatywne skutki dla całego systemu transportowego oraz całej gospodarki. Przejawia się to między innymi przez:
- przeciążenie linii i punktów transportowych (wydłużenie czasu i kosztów transportu),
- wzrost nakładów niezbędnych na realizację inwestycji, która odbywa się pod presją dostosowania do bieżących potrzeb gospodarki,
- zakłócenia w procesie produkcji, ograniczenia w dostawach, których konsekwencją jest osłabiona wydajność i rytmiczność produkcji.

Współzależność infrastruktury i gospodarki sprawia, że wszelkie niepowodzenia w jej rozwoju mają wpływ na ogólną efektywność całej gospodarki narodowej.